# José Miguel Antúnez
José Miguel Antúnez Melero (Madrid, 21 febbraio 1967) è un ex cestista spagnolo, professionista in Spagna, in Francia e in Portogallo.

## Carriera
Con la Spagna ha disputato due edizioni dei Campionati mondiali (1990, 1994) e i Campionati europei del 1991.

## Palmarès
- Campionato spagnolo: 2

Real Madrid: 1992-93, 1993-94
- Copa del Rey: 1

Real Madrid: 1993
- Coppa dei Campioni: 1

Real Madrid: 1994-95
- Coppa d'Europa - Eurocoppa: 2

Real Madrid: 1991-92, 1996-97